# Das Hochhaus. 102 Etagen Leben
Das Hochhaus. 102 Etagen Leben ist ein Webcomic der Berliner Zeichnerin und Autorin Katharina Greve. Der Comicstrip zeigt ein Hochhaus, dem Greve jede Woche am Dienstag eine Episode als neue Etage hinzugefügt hat. Das Hochhaus befasst sich humorvoll mit dem alltäglichen Leben und kommentiert aktuelle Ereignisse. Greve begann den Webcomic am 29. September 2015 mit dem Keller, abgeschlossen hat sie ihn am 5. September 2017 mit der 102. Etage. Das Werk wurde 2016 auf dem Comic-Salon Erlangen mit dem Max-und-Moritz-Preis als Bester Comic-Strip ausgezeichnet, im Jahr 2018 erhielt es den Rudolph-Dirks-Award in der Kategorie Experimentell / Alternativ.
Der Webcomic war und ist in mehreren internationalen Ausstellungen zu sehen, unter anderem in einer Werkschau in der Galerie Caricatura in Kassel, im Goethe-Institut in Neapel, auf dem 19. Internationalen Comicsalon Napoli COMICON, im Karikaturmuseum Krems, im Erika-Fuchs-Haus, im Literaturcafé des Stifterhauses in Linz, im Museum für Architektur und Ingenieurkunst NRW und auf dem Erlanger Poetenfest 2017.
Das Online-Projekt wurde von der Stiftung Kulturwerk der Verwertungsgesellschaft Bild-Kunst gefördert.

## Inhalt, Stil und Form
Die Themen des Webcomics reichen vom Ehekrach über Flüchtlinge, Terror, Emanzipation bis zum Literatur-Nobelpreis für Bob Dylan oder zur US-Präsidentschaftswahl. Das Hauptbild zeigt dabei jeweils eine halb aufgeschnittene Wohnungsetage, die Handlungen im Fenster der Nebenwohnung spielen oft auf aktuelle Ereignisse an. Manche Episoden sind inhaltlich über die Stockwerke miteinander verwoben. In der Jury-Begründung für den Max-und-Moritz-Preis heißt es, Autorin Greve verbinde die Direktheit des Einbildwitzes auf „erfrischende Weise mit dem Potenzial der längeren Bilderzählung“, um komplexe Geschichten zu erzählen. Die vielfältig miteinander verbundenen Episoden würden am Schluss etwas ergeben, das die Grenzen der Kunstform formal erweitere. Im Berliner Tagesspiegel beschreibt Comic-Experte Lars von Törne die Bildsprache Greves als klar und reduziert, ihr „fast technisch anmutender Zeichenstil“ passe gut zum Thema. In einem Interview mit dem Schweizer Radio SRF2 Kultur sagte Autorin und Zeichnerin Greve zu den besonderen Möglichkeiten eines Comics im Internet, dass sie sich immer gewundert habe, „weshalb es so wenige Webcomics gibt, die wirklich mit der unendlichen Zeichenfläche arbeiten, die das Internet bietet.“

## Kritiken
Der Webcomic sowie das im September 2017 erschienene Buch und Rollbuch Das Hochhaus – 102 Etagen Leben sind mehrmals rezensiert worden.
- In der Süddeutschen Zeitung schreibt Thomas von Steinaecker, dass es sich um „eines der originellsten Werke der Neunten Kunst der jüngeren Vergangenheit“ handele. Buch und Comic seien voll von „ebenso schlauen wie gemeinen Bonmots“, Etage um Etage ergebe sich das „Bild der deutschen Wohlstands-Gesellschaft“. Durch „unsichtbare Querverbindungen“ entstehe „aus gesellschaftspolitischen Einzel-Cartoons eine allgemeingültige Erzählung“. Das Buch im Querformat lade zum genaueren Hinschauen ein.[17]
- Für Christian Gasser ist Das Hochhaus einer „der originellsten Comics des Jahres“, wie er in der Neuen Zürcher Zeitung schreibt.[18] „Das Hochhaus ist witzig, gewiss, der Humor indes eher fies und düster.“ Die Idee des Hochhauses sei einfach, klar und bestechend. „Die Beobachtung des sich normalerweise hinter Mauern abspielenden Alltags kitzelt nicht nur den Voyeurismus des Betrachters, sondern erlaubt es Greve auch, auf engstem Raum und in knappster Form alle erdenklichen (westeuropäischen) Lebenssituationen durchzuspielen. […] So entwirft Greve mit leichter Hand, klarem Strich und feinem bis gemeinem Humor eine vergnügliche Comédie humaine unserer Zeit, einen raffiniert komponierten Roman, ein skizzenhaftes Sittenbild, das bereits bei der ersten Lektüre wunderbar funktioniert, aber bei wiederholtem Treppensteigen die Entdeckung weiterer heimlicher Bezüge, witziger Details, subtiler Anspielungen und munterer Gemeinheiten erlaubt.“
- Das Portal stern.de sieht in dem Comic „102 Stockwerke feinsten Humors“.[19]
- Im Tagesspiegel hebt Ute Friederich das Lesen der sieben Meter langen und 20 Zentimeter breiten Buchrolle hervor: „Ein Format, das der ursprünglichen Web-Struktur sehr nahe kommt, auch wenn das Lesen der Rolle gewöhnungsbedürftig ist.“ Katharina Greve habe mit dem Werk „die Mittel der Erzählform Comic wunderbar ausgeschöpft. Das alleine bereitet schon großes Lesevergnügen. Hinzu kommt die Tatsache, dass man vielleicht in manchen der Bewohner die eigenen Nachbarn oder gar sich selbst wiedererkennt.“[20]
- Ralph Trommer bezeichnete das Werk in der taz als einen „originellen Internetcomic“ mit „skurrilen Menschen, die es bevölkern“ und „Raum für viele amüsante Geschichten“. „Greve entwickelt für jede einzelne Etage einen (comicstripartig sehr breiten) Cartoon, der dem Leser einen pointierten Einblick in das Leben der Bewohner verschafft […]“[21]
- Für Matthias Penkert-Hennig ist die „physikalische Umsetzung“ in ein gedrucktes Buch durch „geschickte Designüberlegungen“ gelungen, wie er im Comic-Portal Comic.de schreibt. Es sei ein „extrem innovatives und immersives Lesevergnügen“ dadurch entstanden, dass die Stockwerke des Hochhauses ähnlich wie bei einem Kalender quer präsentiert würden, was „eine überraschend gut funktionierende Alternative zum stufenlosen, digitalem Scrollen“ sei.[22]
- Das Schweizer Radio SRF2 Kultur nannte das Hochhaus originell und „ein stetig wachsendes Panoptikum der Gesellschaft in Comicform“.[23]
- Der Tagesspiegel urteilte zu Beginn des Webcomics „[…] es zeichnet sich ab, dass die vielfältig miteinander verbundenen Episoden am Schluss etwas ergeben, das die Grenzen der Kunstform formal erweitert.“ Außerdem erinnere die „Grundidee“ an die Graphic Novels Dropsie Avenue von Will Eisner bzw. Building Stories von Chris Ware.[24][25]
- Das Design- und Kommunikationsmagazin Page schrieb, Greve vermöge es, den Einbildwitz mit einer ausgedehnten Bildererzählung zu verbinden: „In sich geschlossen gibt es auf jeder Etage eine kleine Pointe, aber als großes Ganzes liest sich ‚Das Hochhaus‘ wie eine komplexe Story.“[26]
- Mira Nagar vom Flensburger Tageblatt schrieb: „Hinter den vermeintlich fröhlich bunten Bildchen steckt meist eine Ladung Sozialkritik“ und bezeichnete das Hochhaus als eine Mischung aus „Comic-Kunst, Sozialkritik, Seifenoper und Wimmelbild“.[27]